# Стёпаново (Вачский район)
Стёпаново — деревня в Вачском районе Нижегородской области. Входит в состав Казаковского сельсовета.
В деревне бьёт родник Параскевы Пятницы, поэтому в старину особо почиталось девятое воскресенье после Пасхи (Девята) — день памяти святой.

## История
Деревня впервые упоминается в окладных книгах 1676 года в составе Невадьевского прихода, в ней было двор приказчиков, 27 дворов крестьянских и 1 бобыльский.
В конце XIX — начале XX века деревня входила в состав Казаковской волости Муромского уезда Владимирской губернии, с 1926 года — в составе Новосельской волости. Различалось Стёпаново 1-е и Стёпаново 2-е либо Большое Стёпаново и Малое Стёпаново. В «Списке населенных мест по сведениям 1859 года» по Владимирской губернии указывается, что местность расположена «при ключе Суровцеве» «по правую сторону почтового тракта из г. Мурома в г. Нижний-Новгород». Деревня была приписана к Пятницкой церкви на Невадьевском погосте, метрические книги хранятся в Государственном архиве Владимирской области (ф. 590, о. 4, д.: 192, 200, 206, 215, 224, 233, 242, 251, 260, 269). В 1859 году в деревне числилось 81 дворов, в 1905 году — 106 дворов, в 1926 году — 173 дворов.
С 1929 года деревня являлась центром Степановского сельсовета Вачского района Горьковского края, с 1936 года — в составе Горьковской области, с 1954 года — в составе Зеленцовского сельсовета, с 1973 года — в составе Казаковского сельсовета.

## Население
| 1859 | 1897 | 1905 | 1926 | 1999 | 2002 | 2010 |
| ---- | ---- | ---- | ---- | ---- | ---- | ---- |
| 381  | ↗657 | ↗710 | ↗792 | ↘101 | ↗144 | ↘95  |

## Известные уроженцы
- Бабушка Надежда Шутова — лечила травами, правила вывихи, переломы. Её родственница Анастасия Выговская 82 лет передаёт историю о ней так: «Послевоенные годы были очень тяжёлые. Надежда осталась вдовой с двумя детьми. Она работала в колхозе. Как-то родственники из Казакова поехали в Москву за продуктами и взяли её. Там хоть можно было купить пшена, муки, соли. В Москве совершенно случайно попали к Матроне Московской. К ней уже тогда был поток людей. Когда пришла Надежда, Матрона сразу ей сказала, что сама будешь лечить людей». Так и стало. Надежда сначала лечила родственников, а потом, когда слух прошёл по всему околотку, к ней протянулись многие больные люди. Слух о её даре разнёсся по всей округе. Приезжали издалека. Машин тогда не было, так около дома всегда стояли сани или телега — кто-то приехал. Сын бабушки Надежды — Шутов Николай Михайлович[14].
- Лунин, Виктор Николаевич — председатель Законодательного Собрания Нижегородской области (с 2007 года). Родился в Стёпаново (1948)[15].
- Шутов, Семён Иванович — Герой Советского Союза, старший сержант (1911—1983), родился в Стёпаново. Несколько лет после окончания Великой Отечественной войны жил и работал плотником в Стёпаново[16].
- Уроженцы деревни — участники Первой мировой войны: база данных.
- Уроженцы деревни — участники Великой Отечественной войны: база данных.

## Галерея

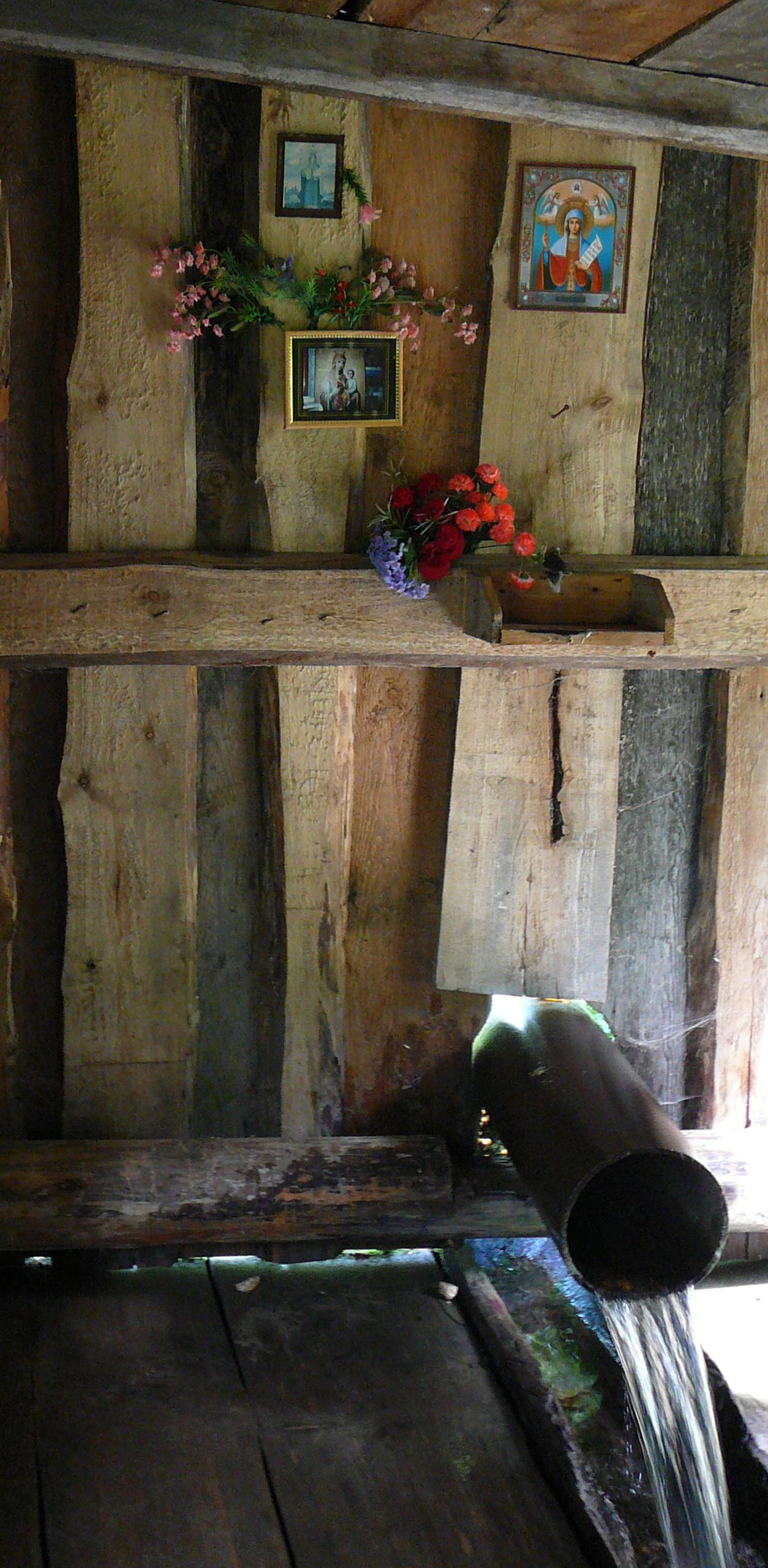
Святой источник Параскевы Пятницы
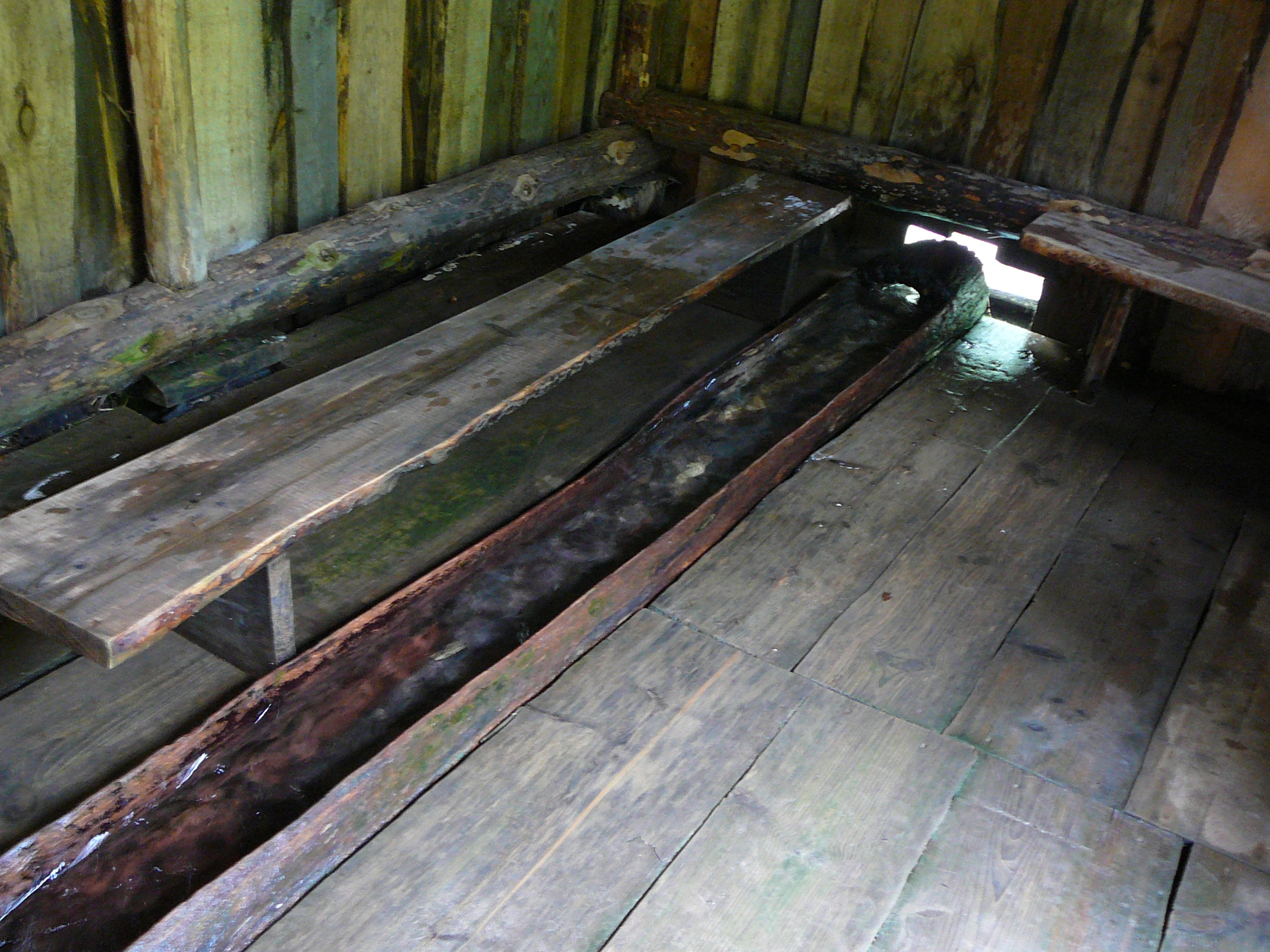
В воде можно совершить омовение